# Leila Kayondo
Leila Kayondo là một nhạc sĩ người Uganda.

## Cuộc sống ban đầu và giáo dục
Kayondo hát trong các ca đoàn của trường và tham gia các lễ hội ở trường khi cô ở trường tiểu học nội trú Seeta và tại trường trung học Naalya Namugongo cho O-Level của cô. Cô tiếp tục con đường tương tự khi cô gia nhập Trường Quốc tế Greenville cho A-Level. Cô tốt nghiệp Đại học Christian Uganda ở Mukono, nơi cô theo đuổi bằng cử nhân về công tác xã hội và quản trị xã hội.

## Âm nhạc
Kayondo bắt đầu sự nghiệp âm nhạc của mình trong Dream Gals, một nhóm nhạc toàn nữ, sau khi tham gia một cuộc thi dẫn đến nhóm. Nhóm đã có những bài hát "cuối tuần" và "Wandekangawo".
Năm 2009, Kayondo rời nhóm để bắt đầu sự nghiệp solo. Cô đã có những bài hát nổi tiếng như "Awo" và "Thư giãn". Cô đã ký hợp đồng với Striker Entertainment, một hãng thu âm có trụ sở tại Nigeria, vào năm 2017 tại Uganda, phát hành hai đĩa đơn đình đám là "Revereck" và "Musaayi".